# La Celle-Saint-Avant
La Celle-Saint-Avant är en kommun i departementet Indre-et-Loire i regionen Centre-Val de Loire i de centrala delarna av Frankrike. Kommunen ligger i kantonen Descartes som tillhör arrondissementet Loches. År 2022 hade La Celle-Saint-Avant 1 059 invånare.

## Befolkningsutveckling
Antalet invånare i kommunen La Celle-Saint-Avant
Referens:INSEE